# Francisco Vera Quiroz
Francisco Vera Quiroz es un pelotari mexicano. Durante los Juegos Olímpicos de Barcelona 1992 se hizo con la medalla de bronce en la especialidad de pelota mano junto a Pedro Olivos Jiménez y Alfonso Izquierdo Ramírez. Durante el Campeonato del Mundo de Pelota Vasca de 1990 logró la medalla de bronce en mano parejas al lado de Alfonso Izquierdo Ramírez. Durante el Campeonato del Mundo de Pelota Vasca de 2002 ganó la medalla de bronce en la especialidad de mano parejas, junto a Pedro Olivos Jiménez. 